# イケイケガールズ
イケイケガールズは、1990年代に活躍した日本のセクシーアイドルグループ。

## 来歴
1992年3月、「寺内タケシとブルージーンズ」の宣伝工作隊として結成。全国ツアー等を回る。
寺内タケシとブルージーンズのアルバム「NOTTEKE WAVE」(1992年4月22日)に「イケイケ江ノ島」が収録。
シングル「イケイケ江ノ島」発売。(1992年9月22日)　演奏は「寺内タケシとブルージーンズ」が務めた。
ハイレグレオタード姿でイベントを回ったり、地上波でも活躍したりしていた。

### 作品
- 写真集「IKE2」(1993年10月1日)
- ビデオ「スコラ・IKE IKE GIRLS」「スコラnu！・IKE IKE GIRLS」
- DVD「アイドル黄金伝説・イケイケガールズ」
- 写真集「SUMILON」(1994年4月30日) ※オールヌード
- シングル「雨のちPしましょう」※「お天気お姉さん」主題歌(1994年8月24日)
- 劇映画「修羅がゆく」出演(1995年5月)

## メンバー

### 第一期
・夏村舞　山下理江　河野真理
「NOTTEKE WAVE」のジャケットに映る3人。
・中村聖子　中嶋香織　夏村舞　河野真理
「イケイケ江ノ島」発売時のメンバー。
「内外実話」(1993年2月号)より、第二期のメンバーから、夏村舞と河野真理が抜けて、森志保ともう一人誰かが加入。

### 第ニ期
・牧恭子　高井沙智　渡辺敦子　林臣子
写真集「IKE2」、ビデオ、DVDに登場するメンバー。
・牧恭子　雅裕子　秋山仁美
「雨のちPしましょう」、写真集「SUMILON」発売時のメンバー。
https://youtu.be/921H0L_paUI?si=tVtFQmUsGsRACpFT
この動画では、
・牧恭子　秋山仁美　唐沢麻美
が映っていると考えられる。

### 第三期
・秋山仁美　高野菜津穂　唐沢麻美
映画「修羅がゆく」に出演。
・唐沢麻美　あそうともみ　西崎愛